# 棒狀割齒喉盤魚
棒狀割齒喉盤魚，為輻鰭魚綱鱸形目喉盤魚亞目喉盤魚科的其中一種，分布於中西大西洋區，從多米尼克至聖露西亞海域，棲息深度約1公尺，體長可達3.8公分，屬底棲性魚類，棲息在水淺的岩石海岸。